# Wilhelm I. (Niederlande)

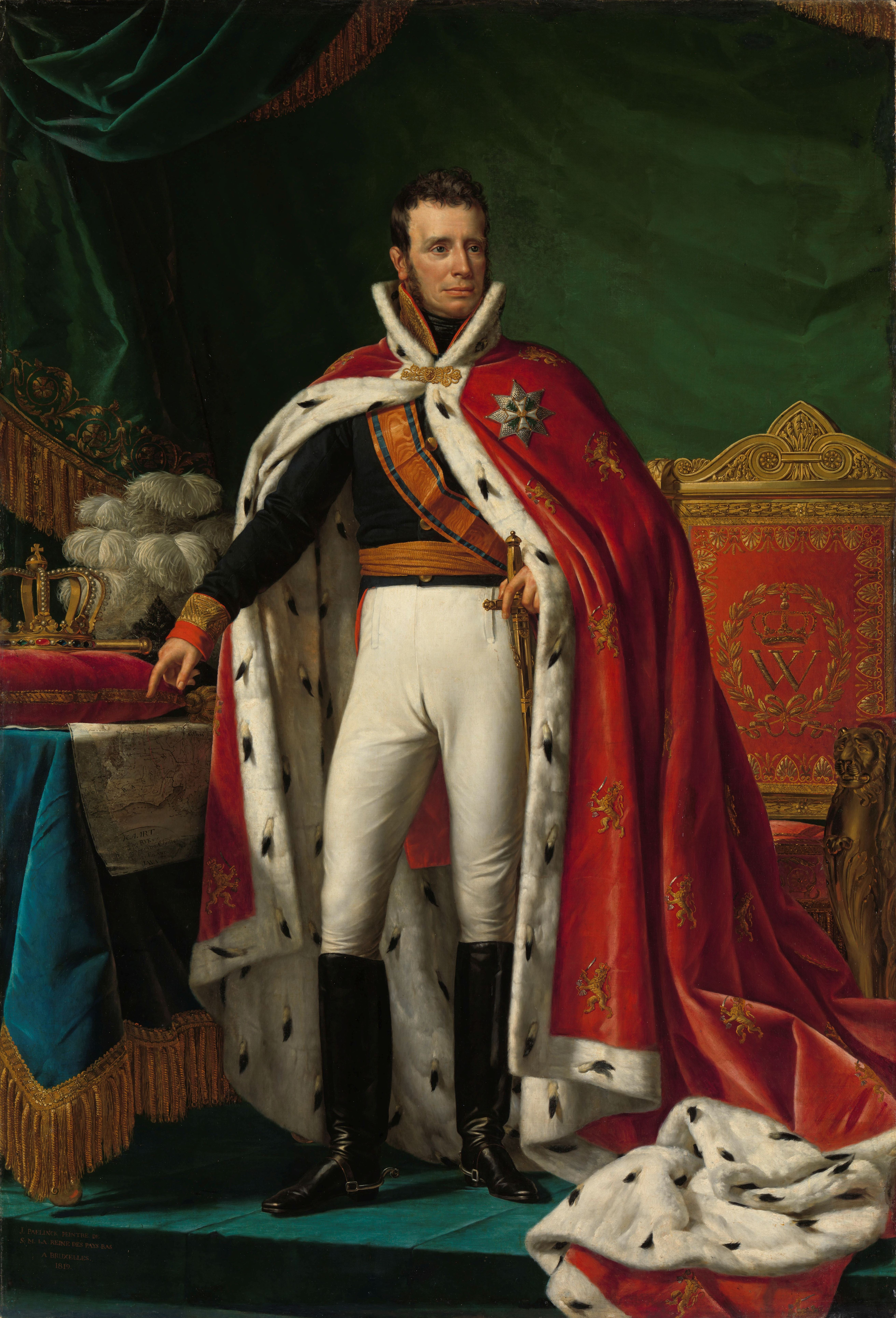
König Wilhelm I. der Niederlande

Wilhelm Friedrich von Oranien-Nassau (* 24. August 1772 in Den Haag; † 12. Dezember 1843 in Berlin) war Fürst von Nassau-Oranien-Fulda – und somit Fürst von Fulda, Fürst von Corvey, Herr von Weingarten und Graf von Dortmund – (1802–1806), (als Wilhelm VI.) Prinz von Oranien (1806–1815) und (als Wilhelm I.) Souveräner Fürst der Niederlande (1813–1815), König der Niederlande und Großherzog von Luxemburg (1815–1840) sowie Herzog von Limburg (1839–1840).
Er war Mitgründer und Anteilseigner der Algemeene Nederlandsche Maatschappij ter Begunstiging van de Volksvlijt.

## Leben

### Frühe Jahre

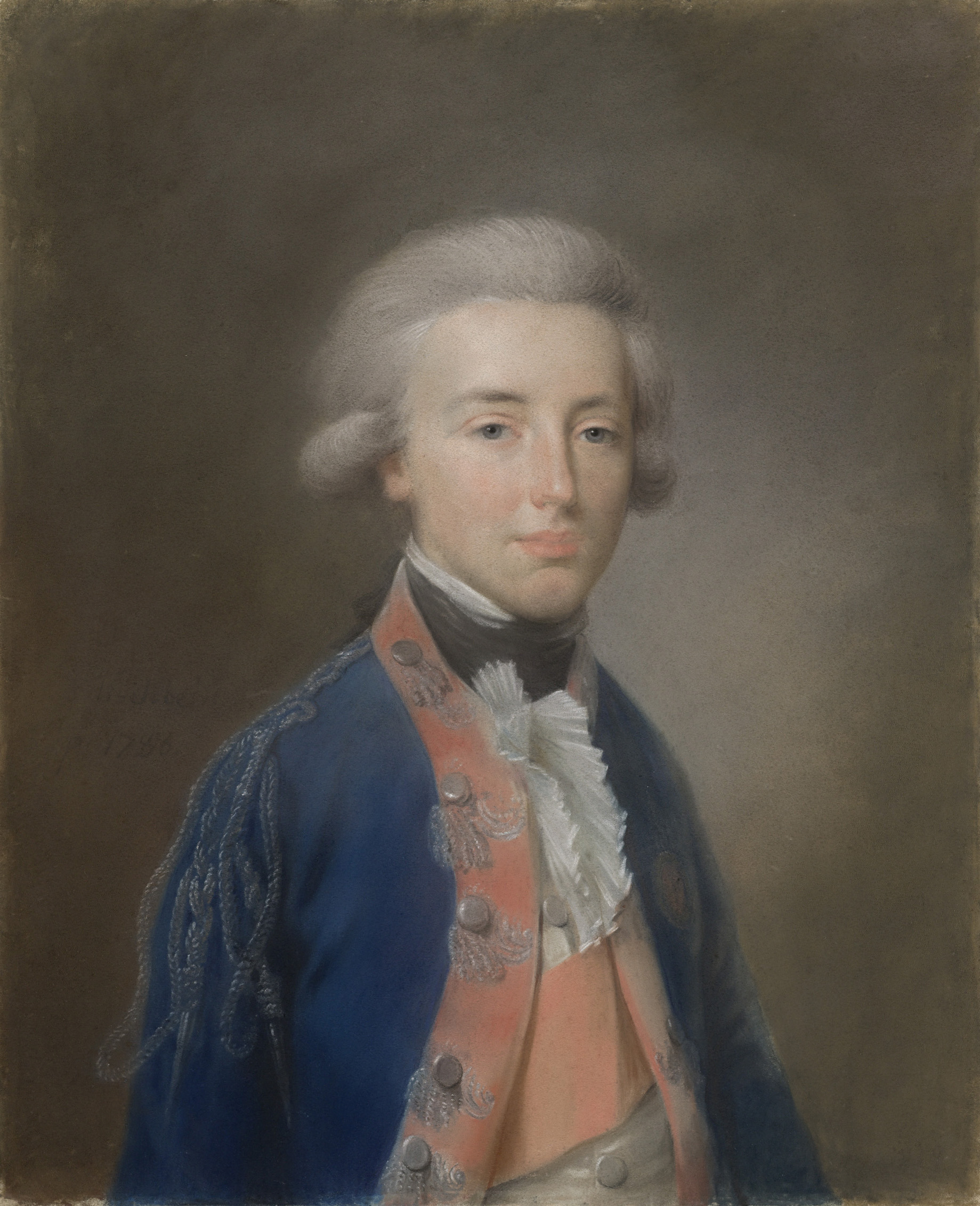
Wilhelm Friedrich, Prinz von Oranien-Nassau

Wilhelm Friedrich von Oranien-Nassau (Willem Frederik Prins van Oranje-Nassau) wurde am 24. August 1772 in der Residenz Huis ten Bosch in Den Haag geboren. Er war der älteste Sohn des Erbstatthalters der Republik der Vereinigten Niederlande, Wilhelm V. von Oranien mit Prinzessin Wilhelmine von Preußen. Als Erbprinz war er designierter Thronfolger und wurde gemeinsam mit seinem jüngeren Bruder Wilhelm Georg (1774–1799) erzogen. Zu ihren Hauslehrern zählten der Mathematiker Leonhard Euler sowie der Historiker Herman Tollius. Nach der Niederschlagung des Patriotten-Aufstandes (1787) setzte Wilhelm seine obligatorische militärische Ausbildung in Braunschweig fort. 1790 besuchte er das Fürstentum Nassau-Dietz und lebte vorübergehend am Hof seines Onkels, König Friedrich Wilhelm II. von Preußen.
Nach seiner Rückkehr in die Niederlande studierte Wilhelm an der Universität Leiden. Er erhielt den militärischen Rang eines Kapitän-Generals und wurde in den Staatsrat aufgenommen. Zur Festigung des Bündnisses zwischen dem Haus Oranien-Nassau und den preußischen Hohenzollern, heiratete Wilhelm am 1. Oktober 1791 seine Cousine Wilhelmine von Preußen. Das Paar bezog das Paleis Noordeinde und die Ehe wurde als glücklich beschrieben.

### Krieg und Exil

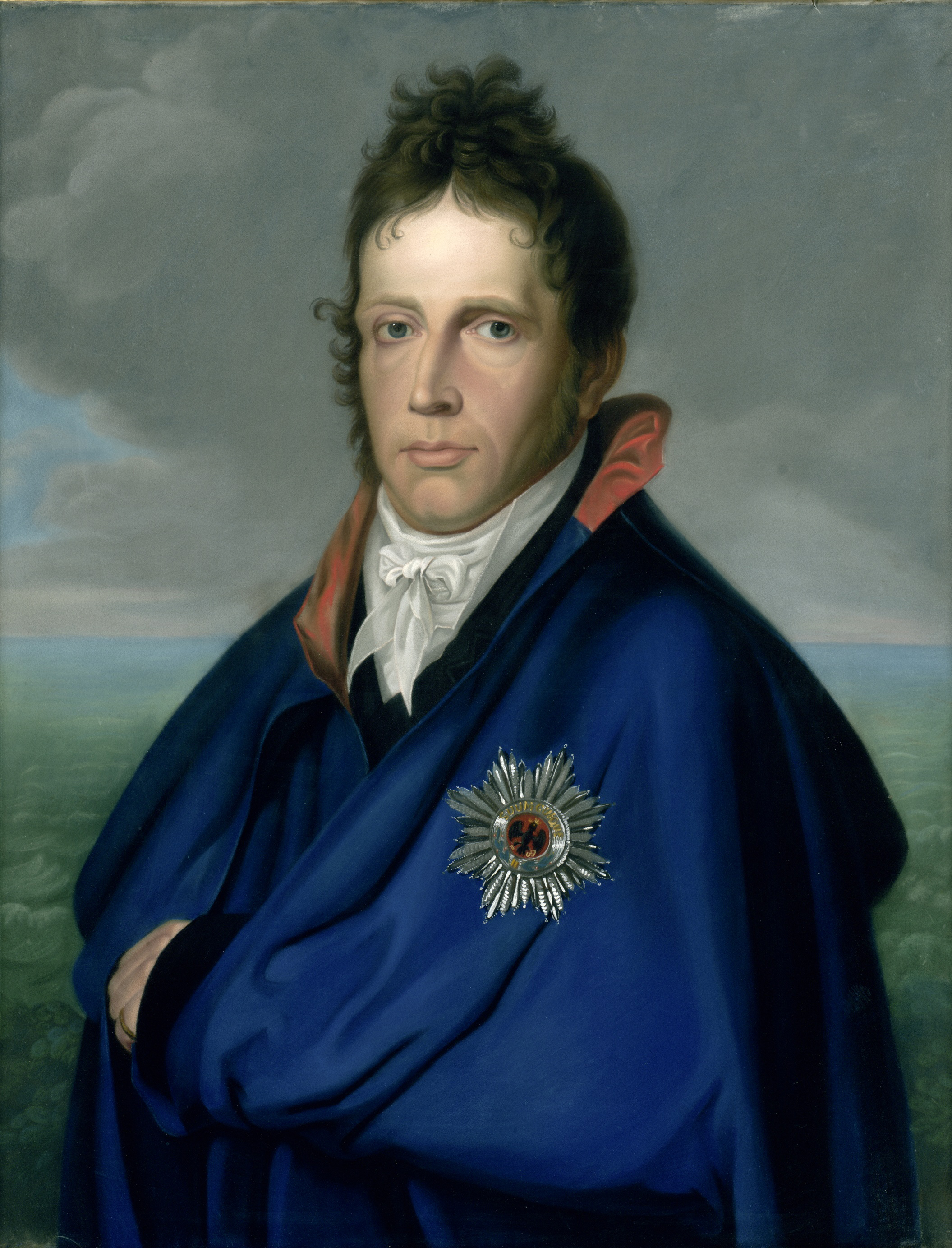
Prinz Wilhelm Friedrich zwischen 1805 und 1810

Infolge der Französischen Revolution brach 1792 der Erste Koalitionskrieg aus. Die Niederlande schlossen sich dem von Österreich und Preußen geführten Militärbündnis gegen das revolutionäre Frankreich an und Wilhelm V. übertrug seinem Sohn den Oberbefehl über die niederländische Armee. Im Frühjahr 1794 führte Wilhelm seine Truppen (16.000 Mann) nach Flandern und belagerte vom 17. bis zum 30. April die Festung Landrecies. Anschließend befehligte er Verteidigungsstellungen an der Sambre, jedoch mussten sich die Koalitionstruppen nach der schweren Niederlage bei Fleurus (26. Juni 1794) zurückziehen und die siegreichen Franzosen überquerten im Winter 1794/95 schließlich die Holländische Wasserlinie. In den Niederlanden brachen Aufstände aus und der beim Volk sehr unbeliebte Wilhelm V. floh mit seiner Familie am 18. Januar 1795 nach Großbritannien. Am Folgetag wurde die Batavische Republik ausgerufen, die sich politisch an Frankreich orientierte. Prinz Wilhelm war weit energischer als sein passiver und politisch ungeschickt agierender Vater, weshalb er im Exil faktisch an die Spitze der Orangisten trat. Gemeinsam mit seinem Bruder führte er den Widerstand gegen revolutionäre Bestrebungen fort und zu diesem Zweck gründeten sie die Hollandse Brigade. Ein wichtiger Erfolg war 1799 die kampflose Übergabe eines niederländischen Marinegeschwaders an die britische Royal Navy (Kapitulation im Vlieter), ein Landungsversuch in Noord-Holland scheiterte allerdings (hier). Nach dem Frieden von Amiens (1802) setzte die Familie ihr Exil auf Schloss Oranienstein bei Diez und in Berlin fort. Als Kompensation für den Verlust seiner Herrschaft in den Niederlanden, übernahm Wilhelm V. das neu geschaffene Fürstentum Nassau-Oranien-Fulda auf dem Gebiet des Heiligen Römischen Reiches. Allerdings verzichtete sein Vater auf den Titel und übertrug Wilhelm am 29. August 1802 die Herrschaft über das Fürstentum. Wilhelm begann mit der Reform und Modernisierung des verarmten Kleinstaates, wobei er sich am Preußenkönig Friedrich dem Großen orientierte. In Fulda erinnert heute das „Haus Oranien“ (Evangelisches Gemeindezentrum) an seine knapp vierjährige Regierungszeit, da er 1803 die Evangelische Gemeinde gründete. Nach der Säkularisation wurde die Universität Fulda durch Wilhelm 1805 aufgelöst und stattdessen ein akademisches Lyzeum und Gymnasium gegründet, das ab 1835 ein humanistisches Gymnasium war.
Mit dem Tod seines Vaters am 9. April 1806 erbte er als Wilhelm VI. den Herrschaftsanspruch über die Niederlande und war Oberhaupt des Hauses Oranien-Nassau.
Nach Ausbruch des Vierten Koalitionskrieges gegen Frankreich, nunmehr unter Napoleon Bonaparte, stellte sich Wilhelm in den Dienst Preußens. Von seinem Schwager König Friedrich Wilhelm III. erhielt er das Kommando über eine Division, mit welcher er an der verlustreichen Schlacht bei Jena und Auerstedt teilnahm und am 15. Oktober 1806 bei Erfurt kapitulieren musste. Aufgrund seiner Beteiligung am Krieg gegen Frankreich enthob Napoleon ihn wieder und beendete mit der Schaffung des Rheinbundes Wilhelms kurzlebige Regentschaft in Fulda, sodass ihm nur seine Privatbesitzungen in Posen und Schlesien blieben.
Während des Fünften Koalitionskrieges zwischen Österreich und Frankreich trat Wilhelm im Mai 1809 in die österreichische Armee ein. Er erhielt den Rang eines Feldmarschalleutnants und diente im Stab des österreichischen Oberbefehlshabers Erzherzog Karl von Teschen. Im Verlauf der Schlacht bei Wagram (5./6. Juli 1809) erlitt Wilhelm eine Verwundung am Bein und zog sich daraufhin in das Niederländische Palais nach Berlin, später nach Großbritannien zurück, um den weiteren Kriegsverlauf in Kontinentaleuropa abzuwarten. Die Niederlande waren mittlerweile von Napoleon zu einem Satellitenstaat, dem Königreich Holland,  erhoben worden und standen seit 1810 unter direkter französischer Kontrolle. Die Koalitionsmächte sicherten Prinz Wilhelm die Wiederherstellung der Herrschaft seines Hauses in den Niederlanden zu. Mit der sich abzeichnenden Niederlage Frankreichs nach der Völkerschlacht bei Leipzig und dem Vordringen preußischer Truppen während der Befreiungskriege, erhob sich im Herbst 1813 die Bevölkerung gegen die französische Fremdherrschaft. Die Niederländer proklamierten das Souveräne Fürstentum der Vereinigten Niederlande und bildeten eine provisorische Regierung. Innerhalb der Regierung bestand Einigkeit darüber, Prinz Wilhelm gemäß dem Legitimitätsprinzip selbst zur Herrschaftsübernahme einzuladen, anstatt ihn von den Koalitionsmächten einsetzen zu lassen. Auf Einladung kehrte Wilhelm nach 18 Jahren aus seinem Exil an Bord der HMS Warrior zurück und ging am 30. November 1813 am Strand von Scheveningen feierlich an Land. Um seine beginnende Herrschaft nicht zu gefährden, verkündete er am 2. Dezember, er wolle die ihm angebotene Souveränität nur bei Annahme einer Verfassung akzeptieren.

### König

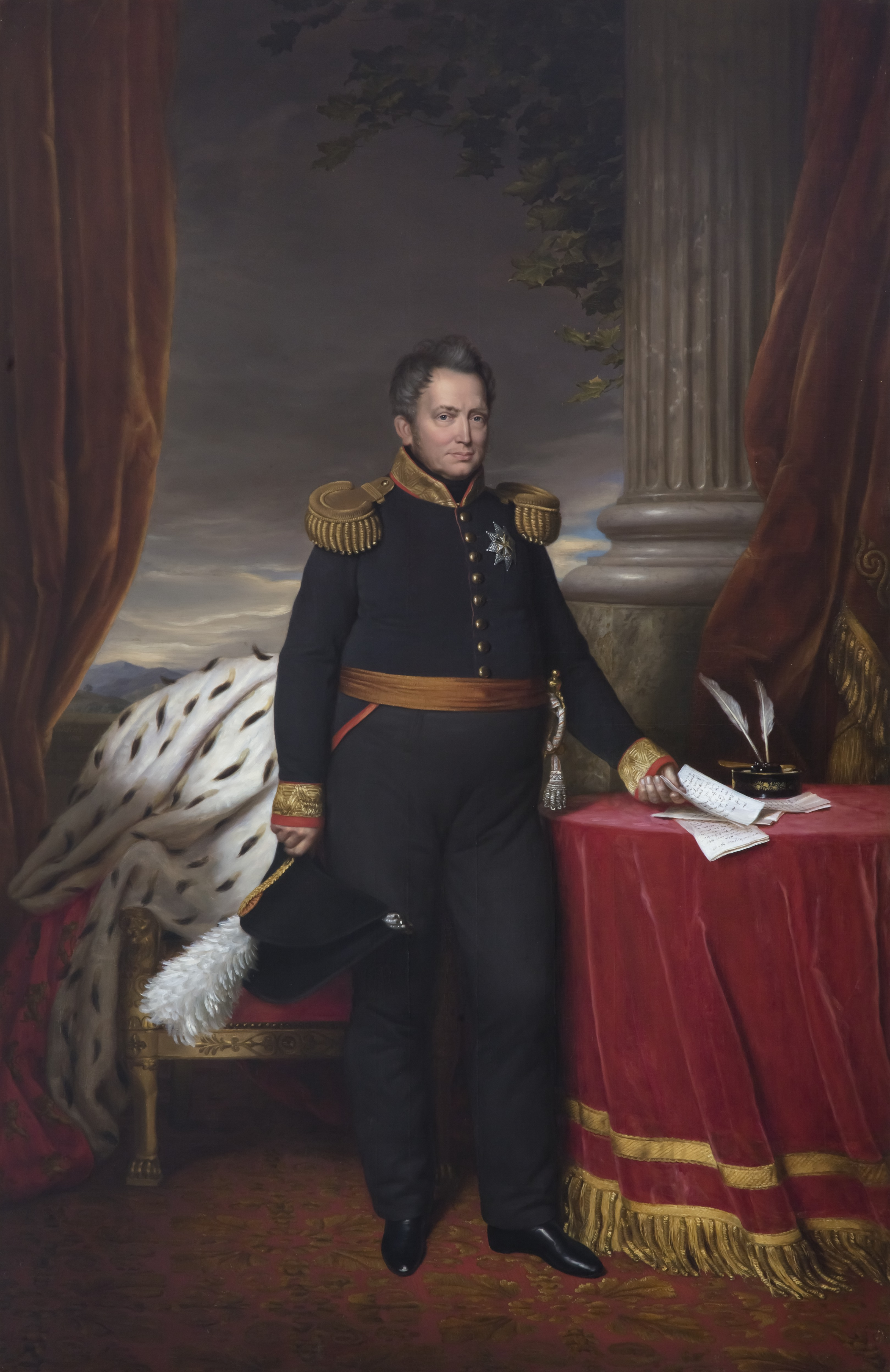
König Wilhelm I. (1830)

Die von einer Kommission unter der Leitung von Gijsbert Karel van Hogendorp ausgearbeitete Verfassung wurde am 29. März 1814 angenommen. Sie schaffte eine stark zentralistische Monarchie und garantierte Wilhelm eine weitreichende, nahezu absolute Machtposition, während dem Parlament (Generalstaaten) deutlich weniger Befugnisse zustanden. Am Folgetag leistete Wilhelm in der Nieuwe Kerk von Amsterdam seinen Eid als Souveräner Fürst und bezog anschließend Schloss Het Loo. Nach den Koalitionskriegen gegen Frankreich befanden sich die europäischen Staaten in einer Phase der territorialen und politischen Neuordnung (Restauration). 1814 wurde Wilhelms Herrschaftsbereich um das Gebiet der ehemaligen österreichischen Niederlande sowie den Hochstift Lüttich erweitert, wodurch sich das langfristige Ziel des Hauses Oranien-Nassau verwirklicht hatte. Die Großmächte beabsichtigten durch die Zusammenlegung der Territorien einen lebensfähigen Pufferstaat zu errichten, der im Falle zukünftiger französischer Expansionsbestrebungen würde standhalten können. Die bereits getroffenen Abmachungen wurden durch den Wiener Kongress bestätigt, auf dem sich Wilhelm durch seinen Vertrauten Hans von Gagern vertreten ließ. In Personalunion wurde Wilhelm zudem Großherzog von Luxemburg, das formal dem Deutschen Bund angehörte und trat im Gegenzug seine deutschen Besitzungen an Preußen und das Herzogtum Nassau ab. Mit Großbritannien einigten sich die Niederlande auf die Wiederherstellung ihres Kolonialreiches (hier). Noch vor Ende der Verhandlungen in Wien, proklamierte er am 16. März 1815 mit dem Königreich der Vereinigten Niederlande eine konstitutionelle Erbmonarchie und nahm für sich den Königstitel Wilhelm I. (Willem I.) an. Die Verfassung schrieb die erbliche Königswürde für das Haus Oranien-Nassau fest und schuf für die Generalstaaten ein parlamentarisches Zwei-Kammern-System. Dem König fiel dabei das Recht zu, die Mitglieder der Ersten Kammer zu ernennen. Den Wahlspruch seiner Dynastie, „Je maintiendrai“ (Ich werde bewahren), übernahm er für den Staat. Nachdem Napoleon seine Herrschaft wiederhergestellt hatte (Herrschaft der Hundert Tage), sah Wilhelm I. seine soeben erst gewonnene Königswürde bedroht und schloss sich der neuerlichen Koalition gegen Frankreich an. Er übertrug seinem ältesten Sohn Wilhelm von Oranien den Oberbefehl über die niederländischen Truppen, die Napoleon gemeinsam mit Großbritannien und Preußen in der entscheidenden Schlacht bei Waterloo (18. Juni 1815) eine Niederlage zufügten.
Wilhelm I. galt als fleißiger, willensstarker jedoch auch beratungsresistenter Monarch. Seinem Selbstverständnis entsprechend, sah er sich in der Rolle des aufgeklärten Alleinherrschers, der am liebsten alles bestimmen wollte. Nach den zahlreichen Kriegen lag die Wirtschaft am Boden und Wilhelm kümmerte sich aktiv um den wirtschaftlichen Wiederaufbau, was ihm den Beinamen „Kaufmann-König“ (Koopman-koning) einbrachte. Er förderte Industrialisierung und Landgewinnung, gründete die Zentralbank und ließ das Straßen- und Kanalnetz ausbauen (z. B. Kanal Charleroi-Brüssel, Nordhollandkanal, Kanal Gent–Terneuzen). Zur Verbesserung der Bildung gründete er 1817 im südlichen Landesteil drei Universitäten (Gent, Lüttich, Löwen) und 1822 die Société Générale de Belgique. Nach einer erzielten Einigung mit Großbritannien, wurde auf Wilhelms Initiative hin 1824 die Niederländische Handelsgesellschaft geschaffen, mit dem Ziel, den Handel zur Kolonie Niederländisch-Indien wiederzubeleben. Zu seinen wichtigsten Unterstützern zählten Anton Reinhard Falck und Joan Melchior Kemper.

### Belgienpolitik

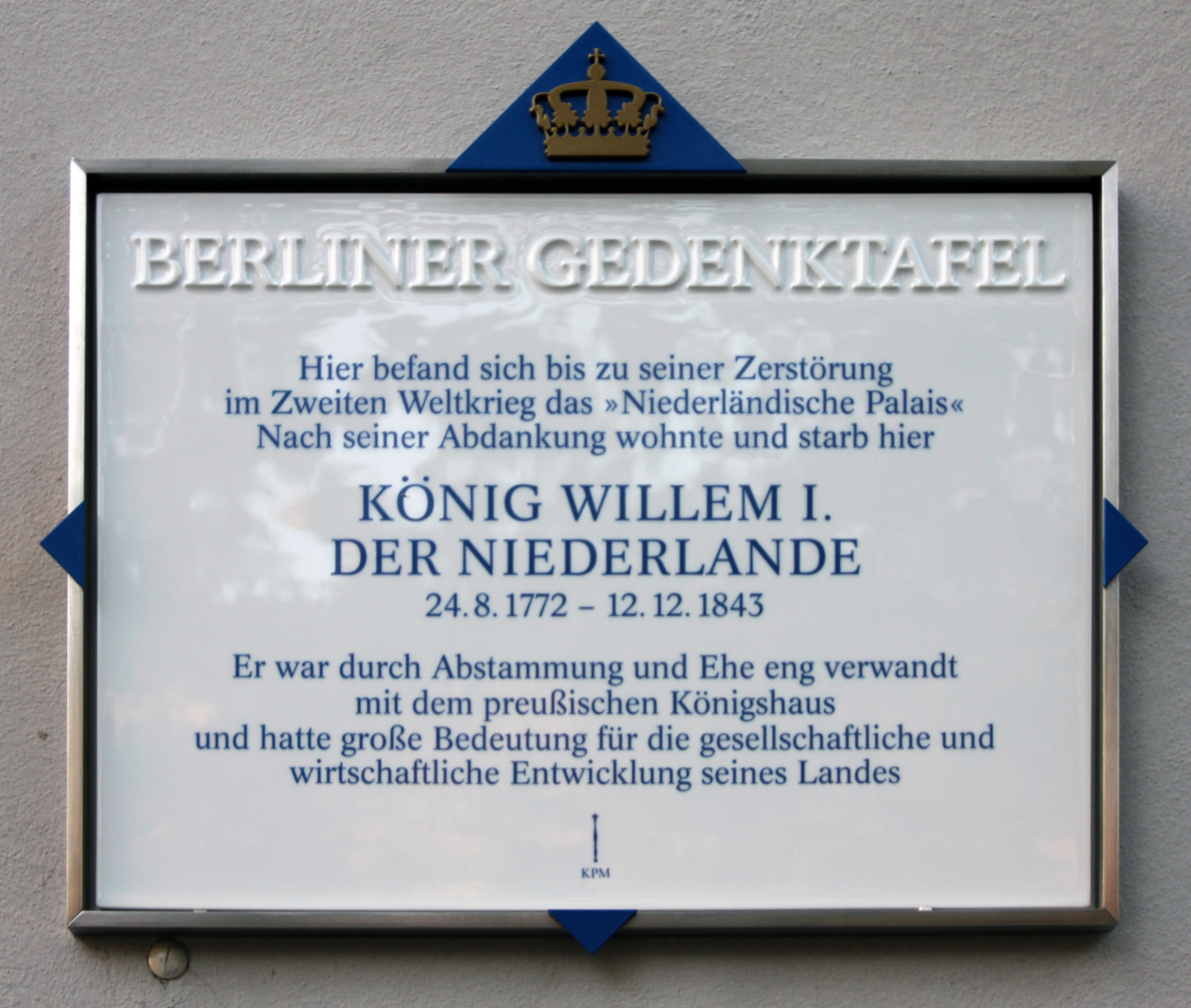
Berliner Gedenktafel am nachgebauten Gouverneurshaus Unter den Linden 11 in Berlin-Mitte, dem Ort des Niederländischen Palais

Dank des diplomatischen Geschicks seines Vertreters Hans von Gagern war die Region des heutigen Belgien 1815 auf dem Wiener Kongress den Niederlanden zugeschlagen worden. Die dortige, überwiegend katholische Bevölkerung wurde hierüber nicht befragt. Sie lehnte die protestantische Vorherrschaft der „Holländer“ ab. Die unnachsichtige Politik von König Wilhelm I. verschärfte die Spannungen noch: Der Monarch ließ in den südlichen Provinzen höhere Steuern erheben, die katholische Presse zensieren und die Hauptverwaltungen hauptsächlich mit Personal aus dem nördlichen Teil des Landes besetzen. Zu weiterem Unmut trugen die staatlichen Versuche bei, das Schulwesen dem Einfluss der katholischen Kirche zu entziehen und in einigen Provinzen Niederländisch als Gerichts- und Behördensprache durchzusetzen.
Den Auftakt des belgischen Unabhängigkeitskampfes läutete am 25. August 1830 eine Vorstellung im Brüsseler Opernhaus ein. Dort wurde die Oper La muette de Portici aufgeführt. Sie handelte von einer italienischen Rebellion in Neapel gegen die spanische Vorherrschaft im 17. Jahrhundert. Das Publikum zeigte sich von der Darbietung inspiriert und trug revolutionäre Parolen auf die Straßen von Brüssel, indem es die Marseillaise sang. Auf den Plätzen von Brüssel hatten sich auch Handwerker versammelt, um einem ursprünglich geplanten Feuerwerk zu Ehren des Geburtstages von Wilhelm I. beizuwohnen. Ermutigt von dem aus dem Opernhaus strömenden Publikum errichteten sie jedoch Barrikaden und folgten damit dem Beispiel von Paris. Kurze Zeit darauf stellten sich Bürgerwehren auf die Seite der Aufständischen. König Wilhelm I. lehnte Zugeständnisse gegenüber den Aufständischen zunächst strikt ab. Er wollte den Protest im Süden mit Waffengewalt ersticken. Im September 1830 konnten seine Truppen allerdings zurückgeworfen werden: Viele der anrückenden Soldaten weigerten sich, gegen ihre eigenen Landsleute vorzugehen. Die eingesetzten niederländischen Verbände waren militärisch meist unerfahren und für den Barrikadenkampf untauglich. Am 27. September 1830 gab der Admiral der niederländischen Truppen die Kämpfe in Brüssel auf.
Am 26. September 1830 bildete sich eine provisorische Regierung in Brüssel, die am 4. Oktober die belgische Unabhängigkeit vom Königreich der Niederlande verkündete.
Am 26. Oktober 1830 besetzten belgische Truppen Antwerpen; die Revolution sprang auch auf Antwerpen über. Am 27. Oktober 1830 beschossen niederländische Truppen unter David Hendrik Chassé Antwerpen mit Artillerie; dies fachte den Widerstandswillen der Bewohner weiter an.
Seine Hartnäckigkeit in dem Bestreben, Belgien wiederzuerobern, bewirkte, dass der Friede von 1839 finanziell ungünstig für die Niederlande ausfiel. Die Missstimmung, die seine Verweigerung der geforderten Reformen auch in den Generalstaaten schon längere Zeit hervorgerufen hatte, wurde durch seine Beziehung zur Gräfin Henriëtte d’Oultremont de Wégimont, die er zu heiraten beabsichtigte, so gesteigert, dass er am 7. Oktober 1840 zugunsten seines ältesten Sohns Wilhelm II. abdankte. Er nahm den Titel König Wilhelm Friedrich Graf von Nassau an und begab sich mit seinem großen Vermögen nach Berlin in das Niederländische Palais. Er heiratete dort am 17. Februar 1841 die Gräfin d’Oultremont und starb am 12. Dezember 1843.

## Nachkommen

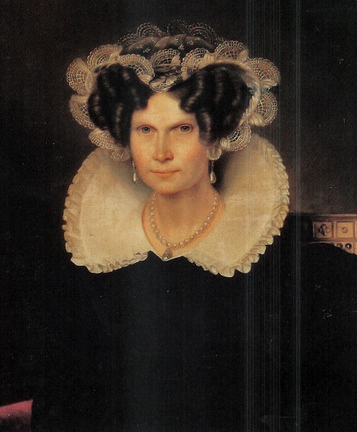
Königin Wilhelmine der Niederlande

Aus der Ehe Wilhelms mit Wilhelmine von Preußen gingen folgende Nachkommen hervor:
- Prinz Wilhelm, als Wilhelm II. König der Niederlande (1792–1849) ⚭ Anna Pawlowna
- Prinz Friedrich (1797–1881) ⚭ Luise von Preußen
- Prinzessin Pauline (1800–1806)[16][17]
- Namenlos, männlichen Geschlechts (30. August 1806), Totgeburt
- Prinzessin Marianne (1810–1883) ⚭ Albrecht von Preußen

Vermutlich führte Wilhelm ab 1807 eine außereheliche Beziehung zu Julie von der Goltz (1780–1841), einer Tochter des preußischen Offiziers Karl Franz von der Goltz. Aus ihr sollen bis 1812 vier gemeinsame Kinder hervorgegangen sein.

## Vorfahren
|  |                                                             |  |  |  |  |  |  |  |  |  |  |  |  |
|  | Johann Wilhelm Friso von Nassau-Dietz (1687–1711)           |  |  |  |  |  |  |  |  |  |  |  |  |
|  |                                                             |  |  |  |  |  |  |  |  |  |  |  |  |
|  |                                                             |  |  |  |  |  |  |  |  |  |  |  |  |
|  | Wilhelm IV. von Oranien (1711–1751)                         |  |  |  |  |  |  |  |  |  |  |  |  |
|  |                                                             |  |  |  |  |  |  |  |  |  |  |  |  |
|  |                                                             |  |  |  |  |  |  |  |  |  |  |  |  |
|  | Marie Luise von Hessen-Kassel (1688–1765)                   |  |  |  |  |  |  |  |  |  |  |  |  |
|  |                                                             |  |  |  |  |  |  |  |  |  |  |  |  |
|  |                                                             |  |  |  |  |  |  |  |  |  |  |  |  |
|  | Wilhelm V. von Oranien (1748–1806)                          |  |  |  |  |  |  |  |  |  |  |  |  |
|  |                                                             |  |  |  |  |  |  |  |  |  |  |  |  |
|  |                                                             |  |  |  |  |  |  |  |  |  |  |  |  |
|  | Georg II. König von Großbritannien (1683–1760)              |  |  |  |  |  |  |  |  |  |  |  |  |
|  |                                                             |  |  |  |  |  |  |  |  |  |  |  |  |
|  |                                                             |  |  |  |  |  |  |  |  |  |  |  |  |
|  | Anna von Großbritannien, Irland und Hannover (1709–1759)    |  |  |  |  |  |  |  |  |  |  |  |  |
|  |                                                             |  |  |  |  |  |  |  |  |  |  |  |  |
|  |                                                             |  |  |  |  |  |  |  |  |  |  |  |  |
|  | Caroline von Brandenburg-Ansbach (1683–1737)                |  |  |  |  |  |  |  |  |  |  |  |  |
|  |                                                             |  |  |  |  |  |  |  |  |  |  |  |  |
|  |                                                             |  |  |  |  |  |  |  |  |  |  |  |  |
|  | Wilhelm I. König der Niederlande                            |  |  |  |  |  |  |  |  |  |  |  |  |
|  |                                                             |  |  |  |  |  |  |  |  |  |  |  |  |
|  |                                                             |  |  |  |  |  |  |  |  |  |  |  |  |
|  | Friedrich Wilhelm I. König in Preußen (1688–1740)           |  |  |  |  |  |  |  |  |  |  |  |  |
|  |                                                             |  |  |  |  |  |  |  |  |  |  |  |  |
|  |                                                             |  |  |  |  |  |  |  |  |  |  |  |  |
|  | August Wilhelm von Preußen (1722–1758)                      |  |  |  |  |  |  |  |  |  |  |  |  |
|  |                                                             |  |  |  |  |  |  |  |  |  |  |  |  |
|  |                                                             |  |  |  |  |  |  |  |  |  |  |  |  |
|  | Sophie Dorothea von Hannover (1687–1757)                    |  |  |  |  |  |  |  |  |  |  |  |  |
|  |                                                             |  |  |  |  |  |  |  |  |  |  |  |  |
|  |                                                             |  |  |  |  |  |  |  |  |  |  |  |  |
|  | Wilhelmine von Preußen (1751–1820)                          |  |  |  |  |  |  |  |  |  |  |  |  |
|  |                                                             |  |  |  |  |  |  |  |  |  |  |  |  |
|  |                                                             |  |  |  |  |  |  |  |  |  |  |  |  |
|  | Ferdinand Albrecht II. von Braunschweig-Bevern (1680–1735)  |  |  |  |  |  |  |  |  |  |  |  |  |
|  |                                                             |  |  |  |  |  |  |  |  |  |  |  |  |
|  |                                                             |  |  |  |  |  |  |  |  |  |  |  |  |
|  | Luise Amalie von Braunschweig-Wolfenbüttel (1722–1780)      |  |  |  |  |  |  |  |  |  |  |  |  |
|  |                                                             |  |  |  |  |  |  |  |  |  |  |  |  |
|  |                                                             |  |  |  |  |  |  |  |  |  |  |  |  |
|  | Antoinette Amalie von Braunschweig-Wolfenbüttel (1696–1762) |  |  |  |  |  |  |  |  |  |  |  |  |
|  |                                                             |  |  |  |  |  |  |  |  |  |  |  |  |
|  |                                                             |  |  |  |  |  |  |  |  |  |  |  |  |